# Dopravní značení v Československu (1935–1939)
Dopravní značky byly v Československu zavedeny ve druhé polovině 30. let dvacátého století. Od 1. listopadu 1935 bylo zavedeno prvních 6 druhů výstražných značek, v květnu 1938 pak byly stanoveny dopravní značky a signály pokrývající celou škálu významů a povinnost vyznačit jimi veřejné silnice a veřejné cesty do konce roku 1938. Výstražné dopravní značky z této doby byly charakteristické kombinací modré a bílé barvy značek a umístěním na červenobíle pruhovaných sloupcích. Až od 1. listopadu 1939 bylo barevné provedení výstražných značek v Protektorátu Čechy a Morava přiblíženo dnešnímu schématu. 

## Historie
Zavádění dopravních značek předpokládala a požadovala Pařížská konvence z roku 1909 a její dodatek z roku 1926.
Povinnost správ silnic umístit výstražné značky stanovil v § 68–71 zákon č. 81/1935 Sb., o jízdě motorovými vozidly. Vládním nařízením č. 203/1935 Sb. n. a z. bylo od 1. listopadu 1935 na území Československa oficiálně zavedeno prvních šest druhů výstražných značek (1. Stružka, 2. Zatáčka, 3. Křižovatka, 4. Chráněný přejezd dráhy, 5. Nechráněný přejezd dráhy a 6. Nebezpečí jiná než 1 - 5). Tyto značky měly již tvar rovnostranného trojúhelníku o straně 1000 mm, avšak symboly byly provedeny bíle na modrém podkladě (bez orámování). Symboly byly již podobné dnešním.
Zákon č. 82/1938 Sb. z 8. dubna 1938, o dopravních značkách pro silniční dopravu, stanovil povinnost označit do konce roku 1938 silnice dopravními značkami. Vládním nařízením č. 100/1938 Sb. n. a z. byly s účinností ode dene vyhlášení, tedy od 28. května 1938, zavedeny druhy dopravních značek:
- výstražné značky (11 značek, zobrazení v příloze A)
- značky vyjadřující dopravní zákazy a příkazy (19 značek, zobrazení v příloze B)
- značky vyjadřující dopravní pokyny a všeobecné informační údaje (zobrazení v příloze C, která obsahuje i vzor písma)
- světelné značky pro řízení dopravy (dnes nazývané světelnými signály) (zavedena jednobarevná, dvoubarevná a tříbarevná světelná soustava)
- značkování silnic dopravně významných barvou, čísly nebo písmeny
- za dopravní značky byla označena též zařízení při uzavírkách silnic a cest.

Poprvé se objevily značky upravující přednost v jízdě - tvarově podobné dnešním, ale v jiném barevném provedení. Hlavní a vedlejší silnice se nerozlišovaly jen tam, kde byly označeny dopravními značkami přednosti v jízdě, ale platila i obecná rozlišení. Například vyhláškou pražského policejního ředitelství o zavedení jízdy vpravo z března 1939 se za hlavní ulice prohlašují výpadní silnice a ulice, jimiž projíždějí elektrická dráha, autobusy a troleybusy a dále všechny ulice, které postupně budou označeny jako hlavní zvláštními značkami. Mohla tedy existovat i křižovatka dvou či více hlavních ulic. Mimoto byla pravidlu pravé ruky nadřazena přednost motorizovaných vozidel před ostatními.
Některé zákazové značky se již podobaly dnešním (bílý kruh s červeným okrajem), jen symboly uvnitř značky byly tmavomodré a červený lem širší.
Dopravní značky byly vyjmenovány v textu vládního nařízení, kde u jejich pojmenování a stanovení účelu byl uveden odkaz na číslo obrázku. Jednotlivé skupiny značek byly zobrazeny v přílohách označených písmeny. Čísla obrázků v rámci jednotlivých příloh do značné míry, avšak nikoliv zcela důsledně odpovídala číslům číslovaných bodů v jednotlivých odstavcích vládního nařízení. 
§ 11 vl. n. 100/1938 Sb. stanovil, že k vyjádření zákazů, příkazů, pokynů a informací podle tohoto nařízení lze použít pouze značek předepsaných tímto nařízením. § 12 stanovil správám veřejných silnic a veřejných cest povinnost dopravní značky opatřiti, umístiti a udržovati. Určení, jaké značky a na kterých místech mají být umístěny, svěřil tento paragraf okresním úřadům (resp. státním policejním úřadům, pokud vykonávají působnost ve věcech silniční dopravy) po slyšení správy silnice nebo cesty. Přitom mělo být přihlíženo též k ochraně přírodních a uměleckých památek i k tomu, zda povaha cesty vůbec umístění značek vyžaduje z hlediska úpravy a bezpečnosti dopravy.

## Provedení a umístění
U většiny značek byly připuštěny dvě varianty velikosti. § 10 vládního nařízení č. 100/1938 Sb. n. a z. stanovil pro velikost značek toleranci ± 5 %. Pro výstražné značky a tabule upozorňující na stranu provozu, které byly umístěny před účinností tohoto vládního nařízení a odchylují se od něj, byla stanovena tolerance do konce roku 1943. 
§ 6 odst. 2 vládního nařízení č. 100/1938 Sb. n. a z. stanoví, že všechny dopravní značky mají být umístěny přibližně kolmo k ose silnice proti směru jízdy po levé straně silnice (v obcích podle potřeby výjimečně nad středem ulice), s výjimkou značek udávajících směr odbočující silnice, které mají být stavěny ve směru její osy.
Podle § 6 odst. 7 vl. n. 100/1938 Sb. měly být značky (s výjimkou značek zavěšených nad středem ulice) umístěny na volně stojících sloupech tak, aby byla pokud možno vyloučena možnost jejich přehlédnutí. V případech, kdy umístění značky na sloupu není možné, připouští se i jiné umístění, schválené okresním úřadem (státním policejním úřadem, pokud vykonává působnost ve věcech silniční dopravy). Značky (kromě zavěšených nad středem ulice) musí býti umístěny spodní hranou nejméně 2 m a nejvýše 2,5 metru nad vozovkou, míra 2 m může být snížena až na 1,5 m, je-li značka umístěna mimo část silnice určenou pro dopravu, například nad příkopem. 
Značky zavěšené nad středem ulice musí ponechávati volný průjezd vozidlům a býti pro řidiče dobře viditelné. 
Podle § 6 odst. 9 vládního nařízení na dopravních značkách smí být kromě předepsaného vyobrazení nebo nápisu jen nenápadná zkratka jména toho, jehož nákladem byla značka pořízena. § 8 obsahoval regulace reklamy a pod. na veřejných silnicích, veřejných cestách a na nemovitostech při nich. Byly zakázány reklamy, tabule, štíty a značky, které by mohly vésti k záměně s dopravními značkami nebo by mohly jejich poznání znesnadniti nebo odváděti pozornost řidičů při jízdě. Na dopravních značkách a ve spojitosti s nimi nesměly být umisťovány žádné reklamy, z čehož však do konce roku 1941 umožnil odst. 3 podmínky výjimky, limitující velikost, tvar, výšku umístění a výškovou vzdálenost od dopravní značky, případně povolující úřad. 

## A. Výstražné značky
Prvních 6 značek podle § 68–71 zákona č. 81/1935 Sb., o jízdě motorovými vozidly, a vládního nařízení č. 203/1935 Sb. n. a z. s účinností od 1. listopadu 1935. Značky dle § 2 a přílohy A. vládního nařízení č. 100/1938 Sb. n. a z.: „Výstražnými značkami buďtež na veřejných silnicích a veřejných cestách vždy označena místa nebezpečná pro dopravu, a to:…“
Barvy: bílá, tmavomodrá (u značek odrážejících světlo je přípustna odchylka bílé barvy do světle šedé). Tvar rovnostranného trojúhelníku o straně 800 nebo 1000 mm s mírně zaoblenými rohy. Výstražné značky mohou býti opatřeny podél okrajů trojúhelníku nebo na jejich obrazcích bezbarvými odrazovými skly. 
Podle § 6 vládního nařízení č. 100/1938 Sb. n. a z. se výstražné značky umisťují ve vzdálenosti nejméně 150 m a nejvíce 250 m před nebezpečným místem, nevyžadují-li místní poměry zcela výjimečně zmenšení této vzdálenosti. Je-li v takovém případě vzdálenost značky značně menší než 150 m, připojí se na sloup těsně pod značku modrá tabulka tvaru obdélníku o šířce 500 mm a výšce 250 mm, na níž se bíle vyznačí vzdálenost nebezpečného místa v metrech. 
Sloupy výstražných značek měly být opatřeny počínajíc 1 m nad zemí nátěrem v bílých a červených vodorovných pruzích vysokých 35 cm (u jiných značek se používá nátěru barvy nenápadně šedé). 
| Vyobrazení | Číslo a název | Význam, užití a poznámky |
|            | 1. Příčná stružka a příčný hrbol v jízdní dráze                                                                        | |
|            | 2. Nebezpečná zatáčka                                                                                                  | |
|            | 3. Křižovatka | |
|            | 4. Chráněný přejezd dráhy                                                                                              | |
|            | 5. Nechráněný přejezd dráhy                                                                                            | |
|            | 6. Nebezpečí jiná než 1–5                                                                                              | Jiná místa nebezpečná pro dopravu. |
|            | 7. Značka jakéhokoliv nebezpečí, které může býti užito, nedovolují-li atmosférické poměry užití značek podle obr. 1–6  | V krajích, kde atmosférické podmínky činí použití značek podle předchozích vzorů neúčelným, buď použito náhradní značky podle vzoru v obrazci 7. |
|            | 8. Přednost v jízdě jest dáti vozidlům jedoucím po silnici, na kterou se vjíždí. (V nařízení bod 7, v příloze obr. 8.) | |
|            | 9. Značka před přejezdem dráhy na všech státních silnicích a na nestátních silnicích se silnou automobilovou dopravou  | Pod výstražnou značkou se umístí deska 300 mm široká a 1000 mm vysoká v barvě výstražné značky s třemi šikmými bílými pruhy, která se pak opakuje ještě dvakrát ve třetinách vzdálenosti značky od přejezdu, a to nejprve s dvěma a poté s jedním bílým pruhem. Je-li výstražná značka umístěna 100 m nebo méně před přejezdem dráhy, má deska pod ní umístěná jen 2 bílé pruhy a opakuje se jen jednou v polovině vzdálenosti od přejezdu, a to jen s jedním bílým pruhem. - Každý pruh buď opatřen bezbarvými odrazovými skly. - Které nestátní silnice jest pokládati za silnice se silnou automobilovou dopravu, určí okresní úřad (státní policejní úřad, pokud vykonává působnost ve věcech silniční dopravy). |
|            | 10. Značka před přejezdem dráhy na všech státních silnicích a na nestátních silnicích se silnou automobilovou dopravou | |
|            | 11. Značka před přejezdem dráhy na všech státních silnicích a na nestátních silnicích se silnou automobilovou dopravou | |
|            | 12. Značka před přejezdem dráhy na všech státních silnicích a na nestátních silnicích se silnou automobilovou dopravou | |

## B. Značky vyjadřující dopravní zákazy a příkazy
§ 3 a příloha B. vládního nařízení č. 100/1938 Sb. n. a z.: „Značkami vyjadřujícími dopravní zákazy a příkazy buďtež na veřejných silnicích a veřejných cestách označeny:…“
Barvy: bílá, červená, tmavomodrá (u značek odrážejících světlo je přípustna odchylka bílé barvy do světle šedé). Značky mají tvar terče o průměru 600 mm nebo 800 mm.  
| Vyobrazení | Číslo a název                                                            | Význam, užití a poznámky |
|            | 1. Zákaz jízdy všech vozidel                                             | |
|            | 2. Zakázaný směr jízdy nebo zakázaný vjezd všech vozidel                 | |
|            | 3. Zákaz jízdy automobilů                                                | |
|            | 4. Zákaz jízdy motorových kol                                            | |
|            | 5. Zákaz jízdy všech motorových vozidel                                  | |
|            | 6. Zákaz jízdy vozidel, jejich váha přesahuje vyznačenou mez             | |
|            | 7. Zákaz jízdy motorových vozidel, jejichž váha přesahuje vyznačenou mez | |
|            | 8. Zákaz jízdy cyklistů                                                  | |
|            | 9. Zákaz jízdy povozů, čítajíc v to i ruční vozíky                       | |
|            | 10. Zákaz jízdy ručními vozíky                                           | |
|            | 11. Zákaz jízdy větší než udanou rychlostí                               | Nejvyšší dovolená rychlost s udáním této rychlosti. |
|            | 12. Zákaz stání                                                          | Místo, kde je zakázáno vozidlům státi (značka může obsahovati bližší údaje, např. o denní době, po kterou se zakazuje státi) |
|            | 13. Zákaz parkování                                                      | Místo, kde je zakázáno vozidlům parkovati (značka může obsahovati bližší údaje, např. o denní době, po kterou se zakazuje parkovati) |
|            | 13a. Zákaz parkování v určitém směru nebo úseku                          | Je-li zákaz stání nebo parkování na určitém úseku silnice nebo cesty vyjádřen tím způsobem, že značky podle odst. 1, č. 12 nebo 13 jsou umístěny na počátku a na konci úseku a podle potřeby i mezi těmito polohami, musí býti pod značkami upevněny šipky, které udávají směr, v němž zákaz platí. |
|            | 14. Zákaz předjíždění                                                    | |
|            | 15. Zákaz dávati zvukové signály                                         | |
|            | 16. Zákaz jízdy vozidel, jejichž šířka přesahuje udanou mez              | |
|            | 17. Zákaz jízdy vozidel, jejichž výška přesahuje udanou mez              | |
|            | 18. Směr, který musí vozidla zachovati                                   | |
|            | 19. Příkaz zastaviti u celního úřadu                                     | Blízkost celního úřadu, u něhož je třeba zastaviti. |

## C. Značky vyjadřující dopravní pokyny a všeobecné informační údaje
§ 4 a příloha C. vládního nařízení č. 100/1938 Sb. n. a z.
Barvy: bílá, tmavomodrá, červená (u značek odrážejících světlo je přípustna odchylka bílé barvy do světle šedé). Značky uvedené v odst. 1 a 2 (§ 4 vládního nařízení 100/1938 Sb. n. a z.) mají čtvercový nebo obdélníkový tvar, délka značek obdélníkového tvaru musí býti nejméně 800 mm. 

### Značky vyjadřující dopravní pokyny
§ 4 odst. 1 vládního nařízení č. 100/1938 Sb. n. a z.
| Vyobrazení | Číslo a název                                   | Význam, užití a poznámky |
|            | 1. Parkovati dovoleno                           | Místa, kde je dovoleno parkovati. Značka může obsahovati bližší údaje, např. jakými vozidly a kdy je dovoleno parkovati. |
|            | 1b. Parkovati dovoleno od 14. do 10. hodiny     | |
|            | 2b. Dbáti zvláštní opatrnosti                   | Místa, kde řidiči vozidel mají dbáti zvláštní opatrnosti vzhledem k jiným uživatelům silnice nebo cesty, jako v blízkosti škol, továren, kostelů, divadel, nemocnic, v úzkých průjezdech. |
|            | 2a. Dbáti zvláštní opatrnosti v blízkosti školy | |
|            | 3a. Předepsaná jízda po levé straně             | Upozornění na to, která strana je předepsána pro jízdu, se provede v pohraničních úsecích všech veřejných silnic a veřejných cest, po nichž je dovolen přejezd automobilem přes státní hranice. Nejprve se umístí tři značky podle obr. 3a, a to první těsně u státní hranice a další dvě v postupných vzdálenostech asi po 250 m, a poté se umístí čtyři značky podle obr. 3b, a to tři značky v dalších postupných vzdálenostech asi po 1500 m a čtvrtá značka v další vzdálenosti asi 3000 m. Umístí se tedy opakované upozornění na předepsaný směr jízdy celkem sedmkrát na úseku dlouhém asi 8 km. Odbočuje-li uvnitř tohoto úseku jiná veřejná silnice, jež má význam pro automobilovou dopravu, pokračuje značkování i na této silnici. |
|            | 3b Předepsaná jízda po levé straně              | V pohraničních úsecích vyznačuje stranu předepsanou pro jízdu. |

### Značky vyjadřující všeobecné informační údaje
§ 4 odst. 2 vládního nařízení č. 100/1938 Sb. n. a z., číslování bodů v odstavci se liší od číslování obrázků v příloze C, které navazuje na číslování značek vyjadřujících dopravní pokyny.
Značky udávající směr odbočujících silnic (č. 4) mají být umístěny na křižovatkách a opatřeny pro orientaci na malou vzdálenost i jménem první obce (osady), jíž se silnice dotýká, a jménem větší obce, kam směřuje, vždy s udáním vzdálenosti těchto míst. 
Značky č. 5 a 7 buďtež umístěny na silnicích dopravně zvlášť významných. Silnice, které mají být těmito značkami označeny, určuje ministerstvo veřejných prací.  
Značka č. 5 se umisťuje na důležitých křižovatkách. 
Značka č. 7 se umisťuje v průběhu dopravního směru v postupných vzdálenostech asi 10 km na všech místech, kde může býti pochybnost o dalším směru jízdy, např. kde odbočují v obcích široké ulice. Značky č. 7 buďtež opatřeny jménem jednoho nebo dvou významných měst, obcí nebo míst, jež leží ve směru jízdy, k jejich jménu jest připojiti údaj o jejich vzdálenosti. Města, obce a místa, která mají býti takto vyznačena, určí zemský úřad. V průběhu jednoho dopravního směru se vyznačuje vždy jen jedno a totéž město, obec nebo místo. 
Na křižovatkách silnic dvou různých tříd nese náklad na značky č. 4 a 5 správa silnice vyšší třídy. 
| Vyobrazení | Číslo a název                                                             | Význam, užití a poznámky |
|            | 4a Směr odbočující silnice (Jednojazyčná značka)                          | Písmo na značce může býti provedeno buď v barvě tmavomodré nebo černé. Značkami podle obr. 4a, 4b se vyznačuje, pokud není použito značek podle obr. 5a, 5b, 5c. V nařízení odst. 2 bod 1. |
|            | 4b Směr odbočující silnice (Dvoujazyčná značka)                           | Písmo na značce může býti provedeno buď v barvě tmavomodré nebo černé. Značkami podle obr. 4a, 4b se vyznačuje, pokud není použito značek podle obr. 5a, 5b, 5c. V nařízení odst. 2 bod 1. |
|            | 5a Směr odbočující silnice dopravně zvlášť významné (Jednojazyčná značka) | V nařízení odst. 2 bod 2. Značky podle odst. 2, č. 2 buďtež umístěny zejména v obcích, pokud možno tak, aby i za šera a za tmy byly dobře viditelné. |
|            | 5b Směr odbočující silnice dopravně zvlášť významné (Dvoujazyčná značka)  | V nařízení odst. 2 bod 2. Značky podle odst. 2, č. 2 buďtež umístěny zejména v obcích, pokud možno tak, aby i za šera a za tmy byly dobře viditelné. |
|            | 5c Směr odbočující silnice dopravně zvlášť významné (Jednojazyčná značka) | V nařízení odst. 2 bod 2. Značky podle odst. 2, č. 2 buďtež umístěny zejména v obcích, pokud možno tak, aby i za šera a za tmy byly dobře viditelné. |
|            | 6a Návěst se směrovými údaji pro příští křižovatku                        | V nařízení odst. 2 bod 3. Návěsti se směrovými údaji (odst. 2, č. 3) buďtež umístěny 100 až 150 m před křižovatkou, avšak vždy až za výstražnou značkou Křižovatka. |
|            | 6b Návěst se směrovými údaji pro příští křižovatku                        | V nařízení odst. 2 bod 3. |
|            | 6c Návěst se směrovými údaji pro příští křižovatku                        | V nařízení odst. 2 bod 3. |
|            | 6d Návěst se směrovými údaji pro příští křižovatku                        | V nařízení odst. 2 bod 3. |
|            | 6e Návěst se směrovými údaji pro příští křižovatku                        | V nařízení odst. 2 bod 3. |
|            | 6f Návěst se směrovými údaji pro příští křižovatku                        | V nařízení odst. 2 bod 3. |
|            | 7a Město, obec, místo ležící ve směru jízdy                               | Významná města, obce a místa, která leží ve směru jízdy. V nařízení odst. 2 bod 4. |
|            | 7b Město, obec, místo ležící ve směru jízdy                               | Významná města, obce a místa, která leží ve směru jízdy. V nařízení odst. 2 bod 4. |
|            | 8 Jméno města, obce, místa                                                | Jména měst a obcí s počtem obyvatel aspoň 2000, jakož i měst, obcí a míst významných pro turistický ruch. V nařízení odst. 2 bod 5. Značky buďtež umístěny ve vzdálenosti asi 100 m před počátkem souvislého zastavění nebo v místě, kde odbočuje příjezd k městu (obci). |
|            | 9. Doprava na silnici opatřené touto značkou má na křižovatce přednost    | Přednost v jízdě na křižovatkách. V nařízení odst. 2 bod 6. Veřejné silnice, na nich značka podle odst. 2, č. 6 smí býti umístěna, určí ministerstvo veřejných prací, pokud nejde o jejich průjezdné trati nebo o ulice (náměstí). Tato značka smí býti umístěna jen před křižovatkou s veřejnou silnicí nebo veřejnou cestou, která je před toutéž křižovatkou opatřena výstražnou značkou podle § 2, odst. 1, č. 7. |
|            | 10. První pomoc                                                           | Nejbližší místo první pomoci. Pod bílým polem vyznačí se bílým písmem údaje o místě první pomoci. V nařízení odst. 2 bod 7. Umisťování značky je ponecháno na vůli správy veřejné silnice nebo veřejné cesty, pokud se týče obce (okresu), která tím může pověřiti korporaci, jež má na umístění značky zájem. Povinnost udržovací připadá tomu, kdo značku postavil.                                                 |
|            | 11a. Transparentní směrová značka.                                        | Značky podle odst. 1, č. 1 a 2 mohou být provedeny též jako transparentní, a to z bílého matného skla s temně modrým písmem (č. 1) nebo z temně modrého skla s bílým leptaným nebo plastickým písmem (č. 2). |
|            | 11b. Transparentní směrová značka.                                        | |
|            | 11c. Transparentní směrová značka.                                        | |
|            | 12. Šipka vyznačující směr objížďky                                       | |
|            | 13. Vzor písma                                                            | V § 4 odst. 3 je pro jednotlivá písmena stanovena šířka v procentech výšky písma, přičemž znaménka nad písmeny se nezapočítavají do výšky písmen. Síla písma budiž asi 1/6 jeho výšky. Mezery mezi písmeny jednoho slova nesmějí býti větší než 1/4 výšky písmen. Písmena mohou býti opatřena bezbarvými odrazovými skly. Jména obcí musí býti vyjádřena v prvém pádu.                                                |

## Světelné značky pro řízení dopravy
§ 5 vládního nařízení č. 100/1938 Sb. n. a z., pouze slovní popis. 
Použije-li se k řízení dopravy světelných značek, lze k tomu použíti: 
- buď jedné barvy (červené); při soustavě jednobarevné znamená červené světlo „stůj“ a jeho zhasnutí „volnou jízdu“
- nebo dvou barev (červené a zelené); při soustavě dvoubarevné znamená červené světlo „stůj“ a zelené světlo „volnou jízdu“.
- nebo tří barev (červené, zelené a žluté); při soustavě tříbarevné znamená červené světlo „stůj“, zelené světlo „volnou jízdu“ a žluté světlo „pozor, směr dopravy bude změněn“

## Zařízení při uzavírkách cest a silnic
§ 7 vládního nařízení č. 100/1938 Sb. n. a z., pouze slovní popis. 
Konají-li se na veřejné silnic nebo veřejné cestě práce, pro které musí býti doprava přerušena, přepaží se silnice nebo cesta na obou koncích uzavřeného úseku zábranami, opatřenými červenobílými pruhy širokými 35 cm. Na neosvětlených místech musí býti zábrany opatřeny červenými odrazovými skly, nejvýše 1 m vzájemně vzdálenými. Pracoviště, které nevyžaduje uzavření silnice nebo cesty, budiž podle potřeby ohrazeno. 
Před zábranami uzavřeného úseku nebo před pracovištěm,  které nevyžaduje uzavření silnice nebo cesty, musí býti postavena v předepsané vzdálenosti příslušná výstražná značka, opatřená od soumraku do svítání nebo za špatné viditelnosti červeným světlem. 
Je-li pracemi na silnici nebo cestě doprava omezena na jednosměrnou a není-li takto omezený úsek s obou konců přehledný, musí býti doprava řízena střídáním průjezdního směru hlídači postavenými u obou konců úseku. 
Uzavírky silnic buďtež vyznačeny v místech, kde odbočuje objížďka, značkou pro zákaz jízdy a tabulí s nápisem „Silnice do (jméno nejzazšího místa ležícího na uzavírce) uzavřena“, dále budiž na tomto místě vyvěšena tabule se schematickým vyznačením situace uzavřeného úseku a objížďky. Objížďka budiž označena na počátku a po celém svém průběhu na všech místech, kde je možná ztráta jejích směru, šipkami pro vyznačení směru objížďky.

## Značkování silnic dopravně zvlášť významných
§ 9 vládního nařízení č. 100/1938 Sb. n. a z., pouze slovní popis. 
Silnice dopravně zvlášť významné buďtež značkovány barvou, čísly nebo písmeny. Ministerstvo veřejných prací určí, které silnice budou takto značkovány, kterými značkami a jak značky budou umístěny. 